# Больё-сюр-Дордонь (кантон)
Больё-сюр-Дордо́нь (фр. Beaulieu-sur-Dordogne) — кантон во Франции, находится в регионе Лимузен, департамент Коррез. Входит в состав округа Брив-ла-Гайярд.
Код INSEE кантона — 1903. Всего в кантон Больё-сюр-Дордонь входят 13 коммун, из них главной коммуной является Больё-сюр-Дордонь.

## Коммуны кантона
| Коммуна           | Население, чел. (2007) | Почтовый индекс | Код INSEE |
| ----------------- | ---------------------- | --------------- | --------- |
| Астайак           | 219                    | 19120           | 19012     |
| Больё-сюр-Дордонь | 1 288                  | 19120           | 19019     |
| Бильяк            | 218                    | 19120           | 19026     |
| Бривзак           | 187                    | 19120           | 19032     |
| Вежен             | 167                    | 19120           | 19280     |
| Кейсак-ле-Винь    | 191                    | 19120           | 19170     |
| Ла-Шапель-о-Сен   | 203                    | 19120           | 19044     |
| Льюрдр            | 208                    | 19120           | 19116     |
| Нонар             | 401                    | 19120           | 19152     |
| Пюи-д’Арнак       | 264                    | 19120           | 19169     |
| Сьоньяк           | 240                    | 19120           | 19260     |
| Тюдель            | 242                    | 19120           | 19271     |
| Шенайе-Маше       | 160                    | 19120           | 19054     |

## Население
Население кантона на 2007 год составляло 3 988 человек.
| 1962  | 1968  | 1975  | 1982  | 1990  | 1999  | 2006  | 2007  |
| ----- | ----- | ----- | ----- | ----- | ----- | ----- | ----- |
| 4 623 | 5 044 | 4 627 | 4 416 | 3 983 | 3 766 | 3 954 | 3 988 |